# Liste der Arrondissements in Haiti

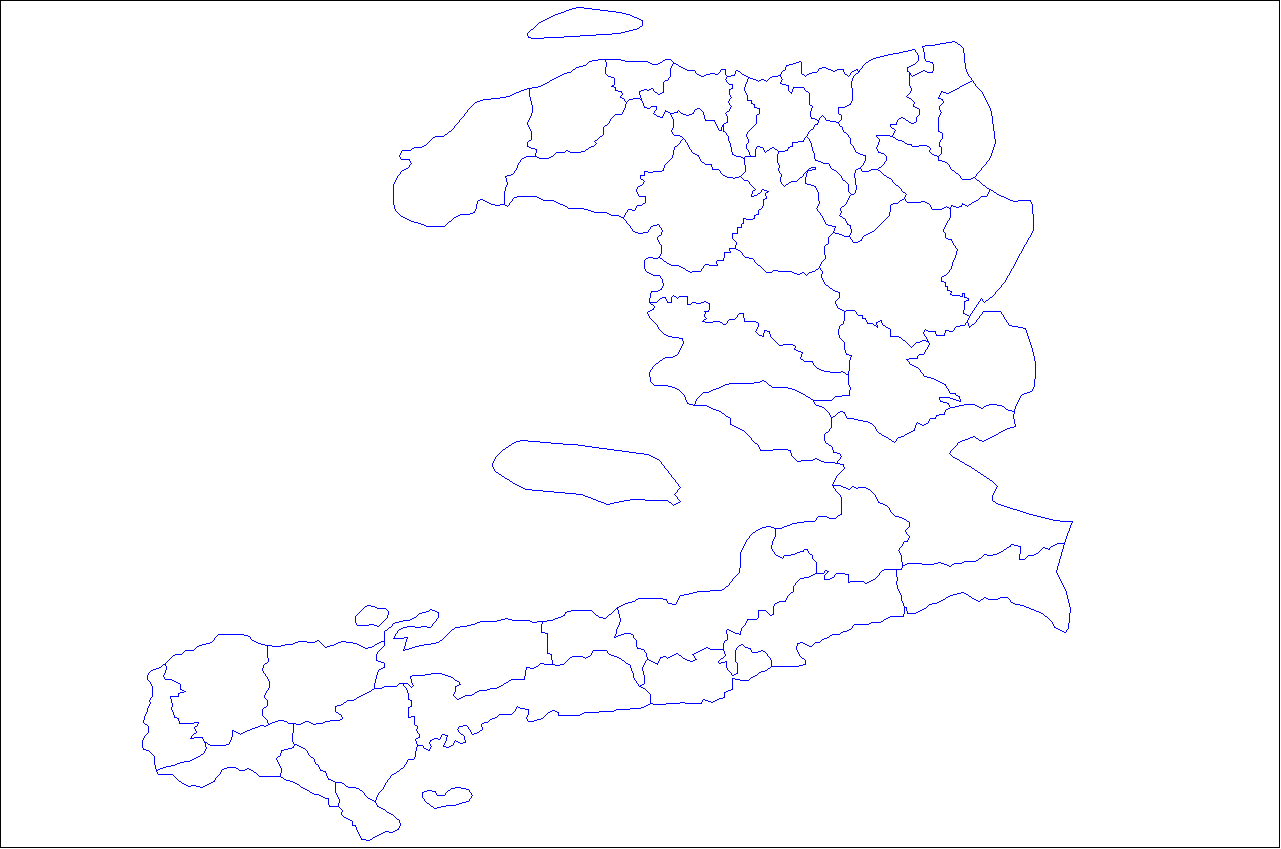
Die Kreise (Arrondissemente) von Haiti

Die Verwaltungsgliederung des Landes Haiti umfasst neben der Ebene der Départements (Bezirke) diese 42 Kreise (nach den Arrondissements in Frankreich benannt), unterhalb derer die Gemeindebezirke rangieren.
Die Kreise in Haiti, nach den Départements alphabetisch gegliedert, heißen:
1. Département Artibonite
  1. Dessalines
  2. Gonaïves
  3. Gros-Morne
  4. Marmelade
  5. Saint-Marc
2. Département Centre
  1. Cerca-la-Source
  2. Hinche
  3. Lascahobas
  4. Mirebalais
3. Département Grand’Anse
  1. Anse d’Hainault
  2. Corail
  3. Jérémie
4. Département Nippes
  1. Anse-à-Veau
  2. Baradères
  3. Miragoâne
5. Département Nord
  1. Acul-du-Nord
  2. Borgne
  3. Cap-Haitien
  4. Grande-Rivière-du-Nord
  5. Limbé
  6. Plaisance
  7. Saint-Raphaël
6. Département Nord-Est
  1. Fort-Liberté
  2. Ouanaminthe
  3. Trou-du-Nord
  4. Vallières
7. Département Nord-Ouest
  1. Môle-Saint-Nicolas
  2. Port-de-Paix
  3. Saint-Louis-du-Nord
8. Département Ouest
  1. Arcahaie
  2. Croix-des-Bouquets
  3. Gonâve
  4. Léogâne
  5. Port-au-Prince
9. Département Sud-Est
  1. Bainet
  2. Belle-Anse
  3. Jacmel
10. Département Sud
  1. Aquin
  2. Les Cayes
  3. Chardonnières
  4. Côteaux
  5. Port-Salut